# Pożar pociągu relacji Karaczi – Rawalpindi
Pożar pociągu relacji Karaczi – Rawalpindi – pożar pociągu pasażerskiego, który miał miejsce 31 października 2019 roku, 8 kilometrów od miasta Lijakatpur w Pakistanie. W wyniku zdarzenia, śmierć poniosły 74 osoby, a 43 odniosły obrażenia.
Do wypadku doszło o godzinie 6:30 czasu lokalnego, gdy pociąg pasażerski jadący z miasta Karaczi do Rawalpindi znajdował się w prowincji Pendżab w Pakistanie. Część pasażerów stanowili pielgrzymi podróżujący do Lahaur, aby wziąć udział w corocznym zgromadzeniu religijnym, zorganizowanym przez muzułmański ruch misyjny Tablighi Jamaat Sunni.
Według lokalnych władz, do pożaru doszło w wyniku wybuchu dwóch butli gazowych, których pasażerowie używali do przygotowywania posiłków. Pożar rozprzestrzenił się na trzy wagony. Część ofiar zginęła wyskakując z objętych ogniem jadących wagonów. Zanim maszynista zatrzymał pociąg, upłynęło około 20 minut od wybuchu pożaru.
Premier Imran Khan zarządził przeprowadzenie natychmiastowego śledztwa w sprawie przyczyn wypadku.